# Uwodornianie
Uwodornianie, uwodornienie, hydrogenizacja, hydrogenacja, wodorowanie, hydrogenoliza – reakcja redukcji polegająca na przyłączaniu wodoru do danego związku chemicznego.
W chemii organicznej uwodornienie zachodzi zazwyczaj z częściowym rozerwaniem wiązania wielokrotnego węgiel-węgiel lub węgiel-heteroatom. Reakcja uwodarniania wymaga często stosowania wysokich ciśnień i stosowania katalizatorów, takich  nikiel Raneya, żelazo, pallad, chrom, miedź oraz ich mieszane tlenki.

Uwodornienie wykorzystuje się na masową skalę do produkcji margaryny, gdzie nienasycone tłuszcze roślinne będące cieczami w temperaturze pokojowej przeprowadza się w tłuszcze nasycone nie posiadające podwójnych wiązań C-C w swoich łańcuchach węglowodorowych; powstają przy tym znacznie większe (powyżej 5%), niż w tłuszczach zwierzęcych, m.in. w maśle, (w których stanowią 3-5%) ilości tłuszczów trans. 

## Przykładowe reakcje uwodornienia
- kwas oleinowy + wodór → kwas stearynowy:

C17H33COOH + H2 → C17H35COOH
- furan + wodór → tetrahydrofuran

C4H4O + 2H2 → C4H8O
- kwas maleinowy + wodór → kwas bursztynowy, np. z użyciem palladu jako katalizatora:

- pirydyna + wodór → piperydyna, np. na niklu Raneya:

- fenyloacetylen + wodór → styren, np. wobec katalizatora Lindlara:

- naftalen + wodór → tetralina: